# Winter-Universiade 2013/Teilnehmer (Aserbaidschan)
| Gelbes Symbol für Goldmedaillen mit stilisierten Olympischen Ringen | Graues Symbol für Silbermedaillen mit stilisierten Olympischen Ringen | Braundes Symbol für Bronzemedaillen mit stilisierten Olympischen Ringen |
| ------------------------------------------------------------------- | --------------------------------------------------------------------- | ----------------------------------------------------------------------- |
| —                                                                   | 1                                                                     | —                                                                       |

Aserbaidschan nahm an der Winter-Universiade 2013 im Trentino mit 2 Athleten in einer Sportart teil.

## Medaillengewinner

### Silber
| Name                             | Sportart     | Wettkampf |
| -------------------------------- | ------------ | --------- |
| Julija Slobina & Alexei Sitnikow | Eiskunstlauf | Paarlauf  |

## Teilnehmer

### Eiskunstlauf
| Athleten                         | Kurzprogramm | Kurzprogramm | Kür    | Kür  | Punkte | Rang   |
| Athleten                         | Punkte       | Rang         | Punkte | Rang | Punkte | Rang   |
| -------------------------------- | ------------ | ------------ | ------ | ---- | ------ | ------ |
| Paarlauf                         |              |              |        |      |        |        |
| Julija Slobina / Alexei Sitnikow | 56,80        | 3.           | 85,86  | 4.   | 142,66 | Silber |